# Generalstaternas första kammare
Generalstaternas första kammare (ned: Eerste Kamer der Staten-Generaal, med kortformen Eerste Kamer) är Nederländernas överhus. Tillsammans med Andra kammaren utgör det Generalstaterna. Första kammaren har 75 ledamöter.